# Logo (Mali)
Logo és un municipi de Mali, en el cercle i regió de Kayes. El poble de Kakoulou n'és la capital. Porta el nom de l'antic Regne del Logo. És al sud del cercle de Kayes sobre el riu Senegal, el municipi de Logo limita al nord amb el municipi Hawa Dembaya, al sud amb el municipi de Diamou, a l'est amb el municipi de Ségala i a l'oest amb el municipi de Sadiola.
El municipi, cobreix una superfície de 30 km² i està constituït de 19 pobles : Bankamé, Dembagnouma, Dinguira, Djimékon, Fanguiné-koto, Fanguiné-kouta, Farakotossou, Kakoulou, Karaya, Kérouané, Lakafia, Maloum, Maréna, Marintouro, Modincané, Moussawaguya, Sabouciré, Sambaga, Tintiba.
La població està essencialment composta de Khassonkés, però compta igualment malinkés i algunes soninkés i peuls.
L'activitat econòmica principal és l'agricultura amb la cultura de cereals (mill, dacsa) i de llegums, i la ramaderia.